# 'Ujayf ibn 'Anbasa
ʾUjayf ibn ʾAnbasa (mort en 838) est l'un des principaux généraux du califat abbasside sous les califes Al-Ma'mun et Al-Mu'tasim.
Rien n'est connu de sa famille mais il est probablement originaire de Transoxiane ou du Khorasan. Il apparaît au début du IXe siècle comme partisan du gouverneur rebelle Rafi ibn al-Layth mais il ne tarde pas à l'abandonner comme la plupart des habitants de Ferghana et de Tachkent quand le calife Hâroun ar-Rachîd fait lui-même campagne dans le Khorasan en 808,. 'Ujayf appartient probablement au même groupe social que les autres généraux iraniens qui sont ensuite utilisés par Al-Mu'tasim dans sa garde « turque ». Ce sont des princes mineurs ou des personnes recrutées dans la haute société (dihqans),.
Sous Al-Ma'mun, Ujayf devient un général connu, faisant campagne au nord de la Perse et réprimant la révolte kharidjite de Bilal al-Dibabi en 829. Ujayf conserve sa position sous le calife Mu'tasime, le demi-frère et successeur d'Al-Ma'mun. Il fait campagne contre les Jats au sud de l'Irak en 834 et dirige plusieurs expéditions contre les Byzantins en Asie Mineure. Il est alors l'un des chefs militaires à recevoir des cantonnements pour lui et ses troupes à Samarra, la nouvelle capitale d'Al-Mu'tasim. En outre, il obtient des parts dans les revenus issus du marché de la ville d'Ishtikan (près de Samarcande) comme récompense.
Toutefois, en 838, lors de la grande campagne de Mu'tasim contre la cité byzantine d'Amorium, Ujayf se dispute avec le calife à propos de l'approvisionnement de l'armée. À cet évènement s'ajoutent d'autres actes perçus comme des affronts et Ujayf et ses compagnons commencent à comploter contre le calife. C'est alors probablement un membre dirigeant d'un puissant groupe au sein de l'institution militaire abbasside qui s'est déjà opposé à l'accession de Mu'tasim en 833 et qui est en faveur de son neveu, Al-Abbas ibn al-Ma'mun. L'agitation perdure malgré l'acte d'allégeance d'Al-Abbas auprès de son oncle et la conspiration a désormais pour but de tuer le calife ainsi que ses principaux commandants turcs : Afchin Khaydar ben Kawus et Ashinas. Cependant, le complot est mis au jour, ses meneurs sont arrêtés et 'Ujayf est exécuté,.

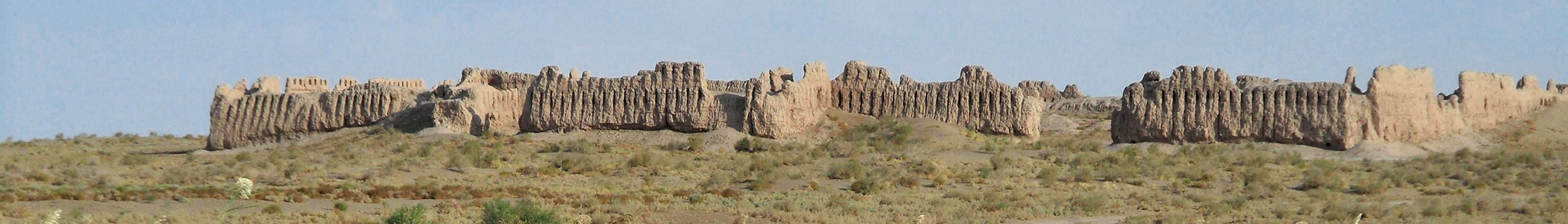
Ancienne forteresse d'Ayaz-Kala dans le Khwarezm.